# 土肥昭夫 (キリスト教学者)
土肥 昭夫（どひ あきお、1928年1月6日 - 2008年3月31日）は、日本のキリスト教学者。同志社大学名誉教授。歴史神学専攻。
京都府出身。同志社大学神学部卒、米国ユニオン神学校を卒業。同志社大学神学部助手、専任講師、助教授、1965年教授、1997年定年、名誉教授。
幕末から近年に至るまでの日本プロテスタント・キリスト教史を研究、特に天皇制とキリスト教間の問題に力を入れた。

## 著書
- 『内村鑑三』日本基督教団出版部・人と思想シリーズ、1962年。
- 『日本プロテスタント教会の成立と展開』日本基督教団出版局、1975年。
- 『日本プロテスタント・キリスト教史』新教出版社、1980年。
- 『京のある教会の歩み 京南・京北教会史』日本キリスト教団京北教会、1984年。
- 『日本プロテスタント・キリスト教史論』教文館、1987年。
- 『歴史の証言 日本プロテスタント・キリスト教史より』教文館、2004年。
- 『思想の杜 日本プロテスタント・キリスト教史より』新教出版社、2006年。
- 『各個教会史をどう書くか 資料収集から叙述まで』教文館、2010年。
- 『キリスト教会と天皇制 歴史家の視点から考える』新教出版社、新教新書 2012年。
- 『天皇とキリスト 近現代天皇制とキリスト教の教会史的考察』新教出版社、2012年。

### 共編著
- 『天皇の代替わりとわたしたち』戸村政博共編、日本基督教団出版局、1988年。
- 『近代天皇制とキリスト教』〈同志社大学人文科学研究所研究叢書〉同志社大学人文科学研究所編、田中真人共編著、人文書院、1996年。

### 記念論文集
- 『キリスト教と歴史 土肥昭夫退職記念論文集』新教出版社、1997年。